# Сваленик
Сваленик (болг. Сваленик) — село в Болгарии. Находится в Русенской области, входит в общину Иваново. Население составляет 905 человек.

## Политическая ситуация
В местном кметстве Сваленик, в состав которого входит Сваленик, должность кмета (старосты) исполняет Айтен Мехмедова Алитова (коалиция партий: Демократическая партия Болгарии (ДП), Движение за права и свободы (ДПС)) по результатам выборов правления кметства.
Кмет (мэр) общины Иваново — Данка Йорданова Матеева (коалиция партий: Земледельческий народный союз (ЗНС), Болгарская социал-демократия (БСД)) по результатам выборов.